# Rasmus Guldhammer
Rasmus Guldhammer Poulsen (født 9. marts 1989 i Vejle) er en dansk professionel landevejsrytter, som fra 2017 kører for det danske kontinentalhold Team Waoo.

## 2007
I 2007 vandt Rasmus Guldhammer det danske junior mesterskab, både i linieløb og holdløb. Det blev til 10 sejre det år. Han vandt også sin 3. UCI sejr det år ved at vinde Vlaamse Ardennen.

## 2008
Rasmus Guldhammer blev nr. 21 samlet i Post Danmark Rundt.

## 2009
Rasmus Guldhammer vandt blandt andet den hvide trøje i Post Danmark Rundt, Liege-Bastogne-Liege U23 samt DM i linjeløb for U23.

### 2014
I sidste halvdel af 2014 fik Rasmus Guldhammer en prøveperiode hos Tinkoff-Saxo. Rasmus Guldhammer skrev d. 25/09 2014 under på en kontrakt med det ny pro-continental hold fra Danmark Team Cult Energy Pro.